# Johann Lehner (Mordopfer)

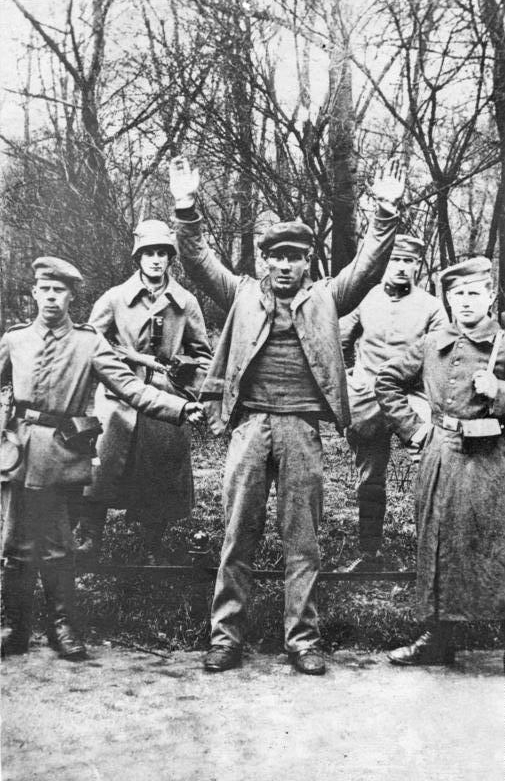
Johann Lehner kurz vor seiner Ermordung

Johann Lehner (* 1901; † 3. Mai 1919) war ein deutscher Dreher und Mordopfer des Weißen Terrors am Ende der Münchner Räterepublik.

## Ermordung
Johann Lehner wurde am 3. Mai 1919 während der Niederschlagung der Münchner Räterepublik von württembergischen Regierungssoldaten gefangen gesetzt. Obwohl er sich ausweisen konnte, wurde er von diesen mit einem Beschuldigten namens Seidl beziehungsweise Seidel verwechselt, der am 30. April 1919 am Münchener Luitpold-Gymnasium zehn Geiseln ermordet haben soll. Lehner wurde unmittelbar ohne Prozess erschossen.
Von der Gefangennahme durch die Württemberger wurde eine Fotografie angefertigt, die Lehner mit erhobenen Händen zeigt und die als Postkarte verbreitet und mit „Der Geiselmörder Seidl“ unterschrieben wurde. Fotograf war der Freikorps-Offizier Hermann Pfeiffer.